# Eucalyptus sideroxylon
Espèce
Classification phylogénétique
Répartition géographique
Eucalyptus sideroxylon, l'eucalyptus à écorce de fer, Ironbark rouge ou mugga, est une espèce de plantes à fleurs de la famille des Myrtaceae. C'est un arbre trouvé dans l'est de l'Australie.

## Description
Il doit son nom à son écorce persistante sur le tronc et les grosses branches, écorce dure, rugueuse d'un gris presque noir alors qu'elle est lisse et blanche sur les jeunes branches.
Les feuilles adultes sont pétiolées, lancéolées mesurant 14 cm de long sur 1,8 cm de large, d'un gris ou vert terne; les fleurs sont de couleur blanche, rose, rouge ou jaune pâle et apparaissent du début de l'automne jusqu'au milieu du printemps.

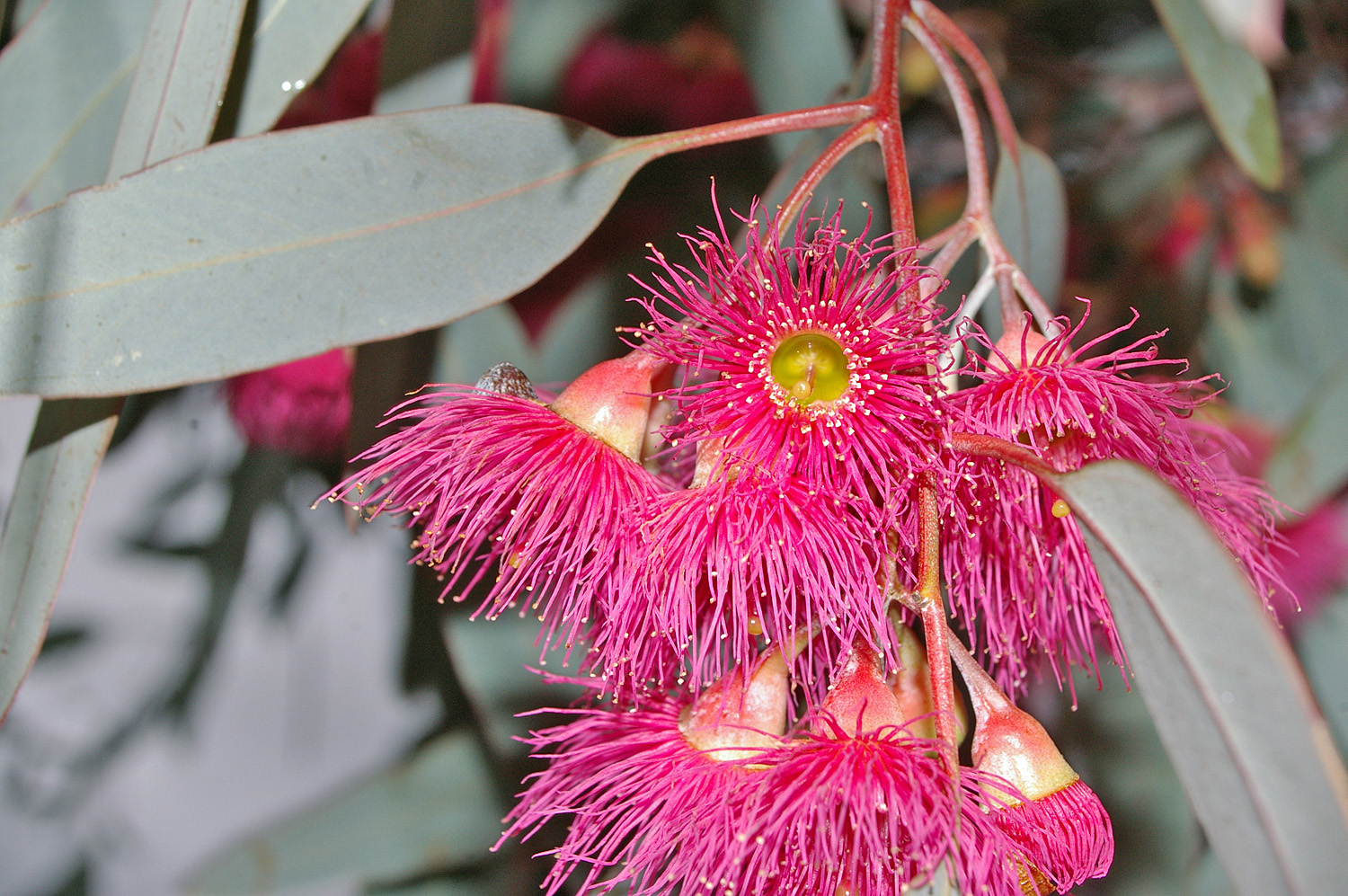
Fleurs et feuilles d’Eucalyptus sideroxylon'.

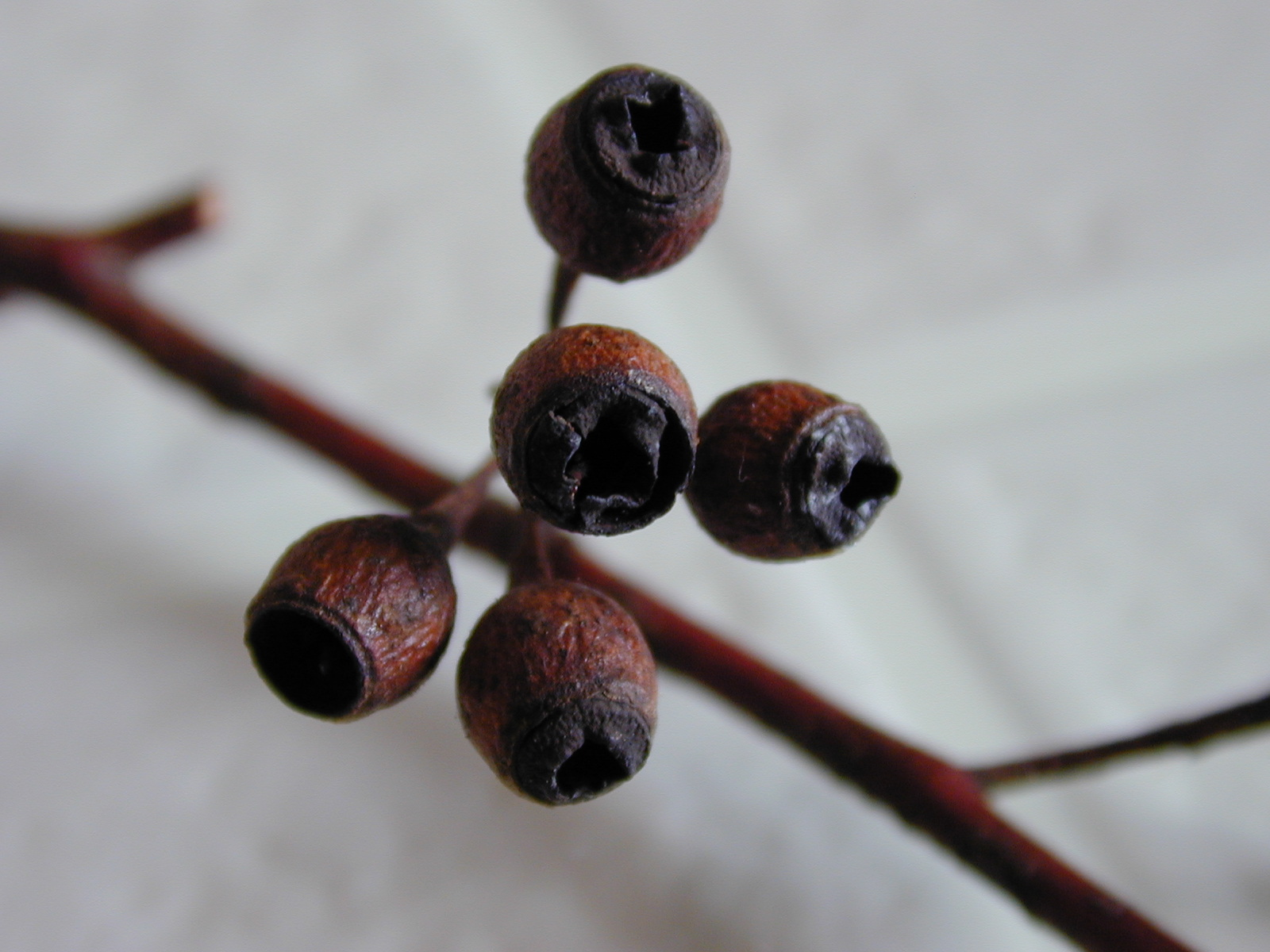
Fruits d’Eucalyptus sideroxylon'.